# كيلة كبود (مقاطعة ديواندرة)
كيلة كبود (بالفارسية: کیله کبود) هي قرية تقع في قسم تشهل تششمه الريفي (مقاطعة ديواندرة) في إيران. يقدر عدد سكانها بـ 243 نسمة بحسب إحصاء 2016.